# Trent Edwards
Trent Addison Edwards (* 30. Oktober 1983 in Los Gatos, Kalifornien) ist ein ehemaliger US-amerikanischer American-Football-Spieler armenischer Herkunft. Er spielte auf der Position des Quarterback in der National Football League (NFL).
Edwards spielte College Football für die Stanford University und wurde im NFL Draft 2007 von den Buffalo Bills in der dritten Runde als 92. Spieler ausgewählt.

## College
Im Jahr 2002 begann Edwards, College Football zu spielen. In Stanford war er in den Jahren 2002 und 2003 Ersatzmann nach Starting-Quarterback Chris Lewis. Wegen seiner beeindruckenden Leistungen als Backup wurde er für vier Spiele zum Starter, verletzte sich danach jedoch an der Schulter, wodurch er für den Rest der Saison aussetzen musste. 2004 war er der Starting-Quarterback, verletzte sich aber erneut, wodurch er zwei Spiele abbrechen musste und zwei weitere überhaupt nicht spielen konnte. Sein bestes Jahr hatte Edwards 2005, als er alle elf Spielen für das Team bestritt, 168 von 268 Pässen anbrachte und damit 1.934 Yards und 17 Touchdowns erreichte. 2006 spielte Edwards die ersten sieben Spiele, brach sich dann aber seinen Fuß und fiel für den Rest der Saison aus.

## NFL
Edwards wurde 2007 von den Buffalo Bills in der dritten Runde des NFL Drafts als 92. Spieler ausgewählt. Er hatte sein NFL-Debüt am 23. September 2007 in einem Spiel gegen die New England Patriots, weil der Quarterback der Bills, J. P. Losman, verletzt war. Nach seinen ersten Spielen verletzte sich Edwards im Oktober 2007, wodurch J. P. Losman wieder zum Starter wurde. Dieser spielte daraufhin jedoch schlecht, wodurch Edwards gegen Ende November 2007 wieder zum Starter wurde.
In der Saison 2008 verletzte sich Edwards während eines Spiels gegen die Arizona Cardinals am 5. Oktober. Gegen die San Diego Chargers kehrte Edward zurück, die Bills gewannen das Spiel 23:14. Gegen Ende der Saison verletzte Edwards sich erneut, J. P. Losman ersetzte ihn und verlor zweimal, womit die Bills sich nicht mehr für die Play-offs qualifizieren konnten.
2010 entließen die Bills Edwards aus dem Kader. Er spielte 2010 bei den Jacksonville Jaguars, Oakland Raiders und 2012 bei den Philadelphia Eagles, konnte sich allerdings bei keinem Team durchsetzen.